# Neptis bhutanica
Neptis bhutanica är en fjärilsart som beskrevs av Robert Christopher Tytler 1926. Neptis bhutanica ingår i släktet Neptis och familjen praktfjärilar. Inga underarter finns listade i Catalogue of Life.